# 5-氨基咪唑-4-(N-琥珀基)-甲酰胺核苷酸
5-氨基咪唑-4-(N-琥珀基)-甲酰胺核苷酸（英語：phosphoribosylaminoimidazolesuccinocarboxamide, SAICAR）是一种核糖衍生物，是嘌呤生物合成的中间产物。作为嘌呤生物合成的第八步产物，在磷酸核糖氨基咪唑琥珀酰甲酰胺合成酶的催化下，由天冬氨酸、ATP及5-氨基咪唑-4-羧基核苷酸（CAIR）参与合成。